# كارين بوي
كارين بوي (بالسويدية: Karin Boye)‏ شاعرة وروائية سويدية، وُلدت بمدينة غوتيبورغ في 26 أكتوبر 1900. اشتهر بكتاباتها الشعرية أكثر من رواياتها، حيث ترصد فيها صراعًا داخليًا وحيرة وتمزقًا. كانت بوي تجسد نموذجًا للصراع التراجيدي بين الحلم والواقع. ومن أشهر قصائدها نعم، بالتأكيد هو مؤلم حين ينبجس البرعم. وماتت منتحرة عام 1941.

## حياتها

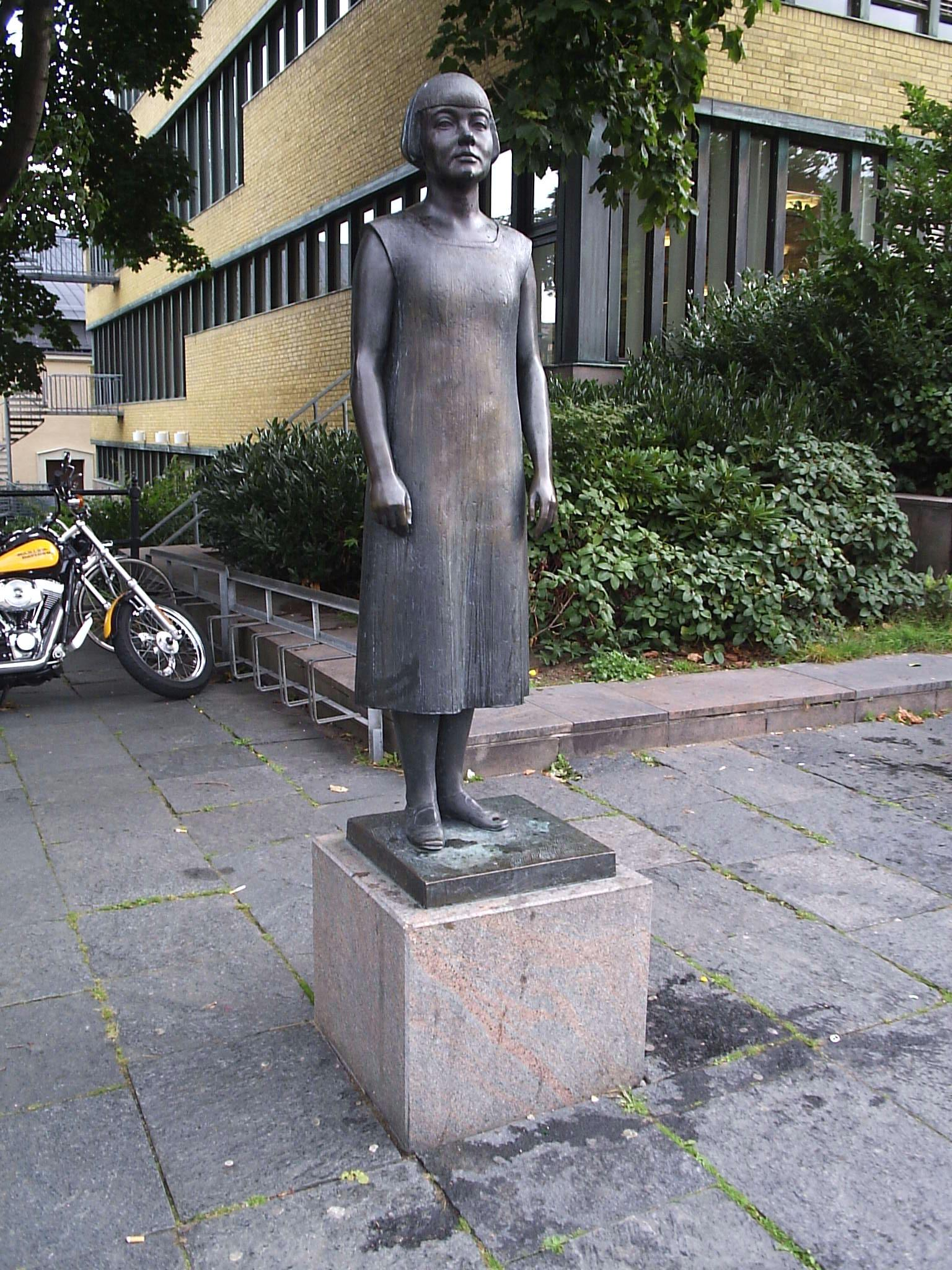
تمثال لكارين بوي خارج مكتبة مدينة غوتينبرغ

ترعرعت في ستوكهولم، التي انتقلت إليها عام 1909 عقب مشاكل صحية ألمت بوالدها. كانت أسرتها ميسورة تتألف من مهندسين وديبلوماسيين، فتلقت تعليمًا جيدًا. في سن العاشرة شرعت تكتب وترسم. وفي 1918 ألفت كتابًا تكريمًا لجدها، الذي كانت تكن له محبة كبيرة. كان عبارة عن قصائد وقصص مرفقة برسوم. كانت تهتم بالنقاشات الثقافية والفكرية، معلنة رفضها لسياسة بلدها الثقافية المحافظة، ما دفعها إلى الانخراط في اليسار الثقافي والسياسي.

## أعمالها
في 1922، صدر ديوانها الأول غيوم؛ وفي 1924، نشرت ديوانها الثاني أقاليم مخبأة؛ ثم ديوان المساكن في عام 1926؛ وفي عام 1928 حصلت على شهادة نهاية الدراسة الجامعية في مادة التاريخ. تُعد رواية كالوكايين من أشهر أعمالها، التي ما زالت تحظى باهتمام كبير، إلى أن اختتمته بديوان فوق الأرض كما في الجحيم.